# Campodeoidea
Super-famille
Familles de rang inférieur
- Campodeidae
- Procampodeidae

Les Campodeoidea sont une super-famille de diploures de l'ordre des Rhabdura. Ils comportent deux familles, les Campodeidae et les Procampodeidae.
Les diploures (Diplura) sont de petits invertébrés terrestres, arthropodes pancrustacés, hexapodes, longtemps considérés comme des insectes.

## Description
Les Campodeoidea sont caractérisés par deux longs cerques filiformes et articulés. L'appareil buccal entognathe se compose de mandibules, de maxilles sans palpe et d'un labium permettant d'attraper et d'écraser la nourriture.
Ils ont un régime alimentaire omnivore, se nourrissant de racines, de champignons, de petits invertébrés ou de matière organique en décomposition.

## Systématique
La super-famille des Campodeoidea a été décrite en 1873 par le naturaliste britannique Sir John Lubbock (1834-1913).

## Liste des familles
Elle se divise en deux familles, :
- Campodeidae Meinert, 1865
- Procampodeidae Silvestri, 1948

Selon EOL, on dénombre 84 espèces réparties dans 16 genres.

## Publication originale
(en) John Lubbock, Monograph of the Collembola and Thysanura, The Ray Society, London, 1873, 276 p. (lire en ligne).